# Mpumi Nyandeni
Nompumelelo "Mpumi" Nyandeni là một cầu thủ bóng đá nữ người Nam Phi và hiện đang chơi ở vị trí tiền vệ. Cô chơi cho câu lạc bộ WFC Rossiyanka ở Nga, và cùng với các đồng đội của đội tuyển bóng đá quốc gia nữ Nam Phi thi đấu hơn 100 lần, bao gồm cả ở Thế vận hội Mùa hè 2012 và 2016.
Năm 2010, cô tham gia chiến dịch của FIFA để cải thiện sức khỏe cộng đồng thông qua bóng đá cùng với các cầu thủ như Cristiano Ronaldo, Lionel Messi và Didier Drogba.

## Câu lạc bộ sự nghiệp
Mpumi Nyandeni đã thi đấu cho đội trẻ của Detroit Ladies thuộc tỉnh Mpumalanga. Khi còn là một cầu thủ trẻ, cô thi đấu với những cầu thủ lớn tuổi hơn. Sau đó, cô đã chuyển đến WFC Rossiyanka tại Giải vô địch bóng đá nữ Nga. Năm 2011, cô được FIFA chọn là một trong số 11 cầu thủ quốc tế để thúc đẩy các vấn đề sức khỏe trong giới trẻ; những người khác trong danh sách bao gồm Lionel Messi và Cristiano Ronaldo. Khi ở Rossiyanka, cô đã gặp Refiloe Jane lần đầu tiên, người được Nyandeni truyền cảm hứng. Sau đó Jane trở thành một cầu thủ quốc tế đến từ Nam Phi.

## Sự nghiệp quốc tế
Nyandeni được gọi vào đội tuyển bóng đá quốc gia nữ Nam Phi trong các trận đấu vòng loại cho Thế vận hội mùa hè 2012 tại London, Vương quốc Anh. Cô đã thất vọng khi bị loại khỏi đội tuyển, điều mà cô cho là do phong độ không ổn định của mình, nhưng cuối cùng cô vẫn được gọi và sau đó chơi cho Nam Phi trong ba trận đấu tại chính Thế vận hội. Cô đã trở thành một trong những cầu thủ giàu kinh nghiệm nhất cho đội Nam Phi, là một trong bốn cầu thủ cùng với Janine van Wyk, Amanda Dlamini và Noko Matlou, mỗi người có hơn 100 lần đeo băng đội trưởng. Cô đã được chọn một lần nữa cho đội tuyển tại Thế vận hội mùa hè 2016 tại Rio de Janeiro, Brazil.
Điểm số và kết quả liệt kê bàn thắng của Nam Phi
| STT | Ngày                      | Địa điểm                                            | Đối thủ                         | Ghi bàn | Kết quả | Cuộc thi                     |
| --- | ------------------------- | --------------------------------------------------- | ------------------------------- | ------- | ------- | ---------------------------- |
| 1   | Ngày 21 tháng 11 năm 2018 | Sân vận động thể thao Cape Coast, Cape Coast, Ghana | liên_kết=\|viền Guinea Xích Đạo | 2 - 0   | 7 - 1   | Cúp bóng đá nữ châu Phi 2018 |